# 杜鎮杰
杜鎮杰（1961年—），京劇演員，工生行，研究生文化，中國國家一級演員，在北京京劇院工作。
他是馬長禮的女婿，北京中國戲曲學院表演系本科、研究生班畢業。
2005年得第22屆中國戲劇梅花獎。